# کوردل هال
کوردل هال (به انگلیسی: Cordell Hull) (اده ۲ اکتبر ۱۸۷۱ - مرگ ۲۳ ژوئیه ۱۹۵۵) سیاستمدار آمریکایی اهل ایالت تنسی آمریکا بود.
او به مدت ۱۱ سال (۱۹۳۳–۱۹۴۴) در وزارت امور خارجه ایالات متحده آمریکا در دولت فرانکلین دلانو روزولت در طول جنگ جهانی دوم خدمت کرد. هال جایزه صلح نوبل خود را که به خاطر نقش خود در ایجاد سازمان ملل متحد بود را در سال ۱۹۴۵ دریافت کرد و توسط رئیس‌جمهور روزولت به عنوان پدر سازمان ملل متحد نامیده شد.